# Delphinium yunnanense
Delphinium yunnanense là một loài thực vật có hoa trong họ Mao lương. Loài này được (Franch.) Franch. mô tả khoa học đầu tiên năm 1893.